# KDR 444
KDR444 är ett frekvensband (inom UHF) som i Sverige kan användas utan tillstånd från PTS, ibland även känt som SRBR (Short Range Business Radio). I Sverige finns 8 kanaler tillgängliga, maximalt 2W ERP i sändareffekt är tillåten och kanalindelningen är på 25kHz.
Detta frekvensband kan även användas i Norge med högst 0,5W ERP i sändareffekt, med 6 kanaler och kanalindelning på 25kHz. Kanalerna är med undantag från kanal 6 och 7 samma som i Sverige och kanal 6 i Norge är i Sverige kanal 8. 
Räckvidden varierar beroende på omgivningen och kan vara mellan endast hundratals meter i tätbebyggda områden eller skog till flera kilometer i glesare miljö. Trots detta är frekvensbandet lämpligt i bebyggda områden då signalen tendera att studsa bra på väggar och detta bidrar till att signalen lättare kan ta sig vidare.
Som alternativ finns även PMR446 som är ett frekvensband med liknande egenskaper som kan användas i nästan hela Europa utan tillstånd.

## Kanaler
| Kanal | Frekvens (MHz) |
| ----- | -------------- |
| 1     | 444,600        |
| 2     | 444,650        |
| 3     | 444,800        |
| 4     | 444,825        |
| 5     | 444,850        |
| 6     | 444,875        |
| 7     | 444,925        |
| 8     | 444,975        |